# Mile Klopčič
Mile Klopčič (16. listopadu 1905 L'Hôpital – 19. března 1984 Lublaň) byl slovinský básník a překladatel.

## Život
Narodil se 16. listopadu 1905 ve francouzském městě L'Hôpital, které bylo tehdy součástí Německého císařství a nazývalo se Spittle.
Spolu se Seliškarem je považován za nejvýznamnějšího představitele slovinské sociální poezie v meziválečném období. Navštěvoval gymnázium v Lublani, které však nedokončil, protože byl několikrát uvězněn za revoluční činnost. Věnoval se korespondenci v amerických publikacích a poezii. Před druhou světovou válkou žil v Lublani a v roce 1943 vstoupil do partyzánské armády.
Vydal dvě sbírky sociálních a revolučních básní, z nichž druhá, nazvaná Preproste pesmi, zobrazuje rozmanitost a účinnost zralého básníka. Sbírka zachycuje těžký život proletariátu v hornických čtvrtích, na předměstích, v podkrovních pokojích. V básních vystupují zahořklé matky, vystrašené a hladové děti, zachmuření dělníci-otcové a emigranti. Pochmurný obraz doby odhalují básně Blazni France, Pogreb, Deževna pomlad. Později byl jako básník méně plodný. V době národněosvobozeneckého boje vydal několik vlastních básní, ale napsal také jednoaktovou operu Mati, jež se hrála na mnoha scénách a byla také přeložena do cizích jazyků.
Jako překladatel je znám především překlady ruských romantických básníků, Lermontova, Puškina aj., a symbolistů (Blok (Dvanáct (Двенадцать))). Překládal také díla německého básníka Heinricha Heineho, Čukovského (Doktor Bolíto (Доктор Айболит)), Erdmana (Sebevrah (Самоубийца)) a Krylova (Prase a jiné bajky (Басни)).
Jeho bratr byl historik a politik France Klopčič. Měl dva syny: režiséra Matjaže Klopčiče a houslistu Roka Klopčiče.